# タオの緑
『タオの緑』（タオのグリーン）は、原作：笠原倫、作画：神谷隆光のゴルフを扱った漫画作品である。『月刊少年チャンピオン』にて2000年11月号から2004年4月号まで連載されていた。原案協力は田中秀道。

## 物語
気弱ないじめられっ子だった赤木タオはある日パターを手にしたことでゴルフに目覚めるようになる。しかし白栄中の特待生補充テストで落選してしまい、ゴルフ部のない三咲中学へ行くことに。そこでタオは一からゴルフ部を作ることを考える。

## 登場人物

### 三咲中学ゴルフ部
赤木タオ（あかぎ - ）
西小6年2組→三咲中1年A組。気弱ないじめられっ子だったが、三珠洲カントリークラブで灰葉にパターを手渡されたことでゴルフに目覚める。特にパターに関して天才的な才能を持ち、その才能を見た青山にゴルフ設備の充実した白栄中に来るように誘われたが、金銭面の理由で一旦断念。その後パットゴルフ大会で知り合った大木プロの推薦で白栄中のゴルフ特待生補充テストに参加する。しかし結果は僅差で藤井に敗退。結局ゴルフ部のない地元の三咲中学に行くことになり、そこで部員を集めてゴルフ部を作ることを決意する。
紆余曲折を経て部員も顧問も揃い、野球部とのゲームにも勝ちゴルフ同好会を設立。後に朱里の加入で正式にゴルフ部となり、全国中学ゴルフ選手権関東予選に参加。パター盗難や熱中症などのアクシデントに見舞われつつもなんとか本大会に出場する。予選スコアは-6。パター以外も上達しており、予選時点では200Y、本大会では230Yまで出せるようになった。
基本的に温厚な性格。気弱でクラスでも目立たない存在。しかしタケシ曰くゴルフの事になると雰囲気が変わる。頼りないようで芯があるとも言われている。年齢の割に大人びており、やや遠慮がちになりすぎる点も。実は話術が上手い。
母子家庭。父は生前はゴルフ芝の開発をしていたが、タオが幼少の頃に亡くなっている。
黒田武士（くろだ たけし）
西小6年2組→三咲中1年C組。タオの同級生。高校生3人を病院送りにするなど、きわめて腕っぷしの強い「キケン人物」。かつてはタオをいじめていたが、後に和解し、今は一番の友達になる。がさつな性格だが世話焼きな一面もある。タオと共に三咲中ゴルフ部に参加。当初はゴルフは全くできなかったが、立花の指導で上達し、全国中学ゴルフ選手権関東ブロックに参加。立花に好意を寄せている。実家はうどん屋を営んでいる。予選スコアは+13。
立花水奈（たちばな みな）
三咲中1年C組。オーストラリアに2年間留学していた帰国子女。父親の会社の業績悪化で帰国を余儀なくされ、白栄中のゴルフ特待生補充テストを受けるが藤井に敗れる。その後は三咲中に入学、補充テストで知り合ったタオの誘いでゴルフ部員となり、河原逸郎の勧めで主将を務める。小学6年時点で160cmの高身長。アイアンショットの正確性に自信を持つ。2年前に日本の小学校で人間関係のトラブルに巻き込まれ、以後、人との接触を避けるようになっていたが、ゴルフ部に入部後は仲間を得ることができ、精神的にも成長した。短気で気が強く毒舌家であるが、人一倍責任感が強い努力家でもある。
河原朱里（かわはら しゅり）
三咲中2年。三咲中野球部のエースで、県下一のスラッガー。脳腫瘍でプロ野球選手になる夢を絶たれた父・逸郎に代わり、プロ野球選手になることを夢見ていたが、自身も脳腫瘍を患い、右足の瞬発力を失う。その後はゴルフ部に転部。当初、野球への未練からゴルフには身が入っていなかったが、全国中学ゴルフ選手権関東予選にて立花の勝利への執念を知り、藤井らとの戦いを経てゴルフに専念するようになる。予選スコアは+11。
宇野月子（うの つきこ）
三咲中2年。迫田の紹介でゴルフ部に入る。見栄っ張りでお調子者の性格が災いし、バスケ部やテニス部を転々としていた。ゴルフ部では馴染めたようで、主に裏方で盛り上げ役に徹している。母親は白栄中学の食堂で働いている。
迫田（さこた）
三咲中の音楽教師。タオの依頼でゴルフ部顧問を務めるが、ゴルフに関しては素人。彼氏がいないことをコンプレックスにしている。

### 三咲中学ゴルフ部の関係者・家族
タオの母
女手一つでタオを育てる母。三珠洲カントリークラブでキャディをしている。明るく元気な性格。
灰葉（はいば）
三珠洲カントリークラブ職員の老人。パターとゴルフボールをタオに与えた。
黒田碧（くろだ みどり）
西小5年→6年。タケシの妹。兄に似ず美少女だが、兄同様に気が強く、腕っぷしも強い。
大木イサム（おおき - ）
シニアプロゴルファー。パットゴルフ大会でタオを知り、ゴルフクラブ一式を与える。白栄中のゴルフ特待生補充テストに彼を推薦した。
河原逸郎（かわはら いつろう）
朱里の父。三咲中学野球部顧問で運動部主任。1年C組の担任でもある。ゴルフを毛嫌いしており、タオのゴルフ部設立の動きを妨害していたが、朱里の入部後は協力するようになる。タオを一目見て才能を見抜く、立花をゴルフ部の主将に推薦するなど、スポーツ選手に対する目利きに優れている。18歳の時に脳腫瘍で左手の握力を失い、プロ野球選手の夢を絶たれたため、息子の朱里に自分の夢を託し、厳しく育てるが朱里も同様に病気にかかってしまう。
三咲中学校長
三咲中の校長。年配の女性。タオらゴルフ部に対して協力的な姿勢を取る。
立花の父
立花水奈の父。自らの事情で水奈が帰国を余儀なくされたことを気にかけている。水奈がゴルフ部に加入後は試合の見学によく来ているが、持参していた双眼鏡を河原逸郎に奪われてしまう。
権堂（ごんどう）
三咲中学野球部部員。ポジションはキャッチャーで朱里のよき理解者。野球部一の怪力でもある。
支配人
三珠洲カントリークラブの支配人。本大会までの間、三咲中ゴルフ部にキャディのアルバイトをさせる代わりにコースを使わせてあげた。

### 白栄中学ゴルフ部
白井ミツル（しらい -）
白栄中学ゴルフ部部長。3年。「怪童」の異名を持つ全国トップレベルのプレーヤー。マイペースな性格で、天才過ぎるがゆえに闘争心の低さが欠点とされていたが、関東予選でタオを知り、ライバルと認めるようになる。予選スコアは-10（中学生コースレコード）。
青山孝也（あおやま たかや）
白栄小6年→白栄中1年。5歳の時からゴルフを始めており、ジュニアトーナメント入賞常連者。小学校時代は三珠洲カントリークラブをホームコースとしており、タオとパター勝負を行ったことで以後、彼をライバル視するようになる。アイアンの名手で100Y前後のショットに絶対の安定感を持つ。基本的には面倒見のいい性格で、羽山からもそのメンタルを評価されているが、自らを「美少年」と自称する重度のナルシストでもあり、女性を見かけると立花や碧や細川、さらにはタオの母に至るまで見境なく口説きに行く。
藤井銀牙（ふじい ぎんが）
ドライビングコンテスト優勝常連者の飛ばし屋。ドライバー以外は素人同然で粗削りだが、底知れぬ才能を持つ。中1時点で300Y超えショットを放つ。白栄中のゴルフ特待生補充テストでタオ・立花を破り、白栄中に入学。呑んだくれの父親と2人で生活しており、母親は幼少の頃に家を出て行った。母が唯一銀牙に残したドライバーでプロゴルファーになり、母を迎えに行くのが夢。予選スコアは+4。
野村（のむら）
白栄中学ゴルフ部副部長。パターの腕前は部ナンバー2で、ドライバーの飛距離も280Yを出す。裕福な家の出身らしく、藤井や三咲中に対して見下した態度を取る。しかし、関東予選で三咲中の勝利への執念を見て、その態度にも変化が現れる。予選スコアは+9。
羽山（はやま）
白栄中ゴルフ部コーチ。大木の弟子でもある。普段は物腰が柔らかいが、練習指導時は厳しい。
山口（やまぐち）
白栄中学の女子。白井に惚れている。

### 明央中学ゴルフ部
神奈川県の私立学校。リスクを徹底的に避ける「安全ゴルフ」をモットーとしており、手堅さで有名。
酒井（さかい）
明央中学ゴルフ部顧問。「安全ゴルフ」の提唱者。肺の病気に侵されているが、部員には隠していた。その勝利への執念から、部員からは安全ゴルフの方針への一部不満はあるものの、慕われている。
戸田（とだ）
明央中ゴルフ部のエース。関東予選ではタオや白井と同じ組だった。格上の白井に対しても闘争心を持つなど、安全ゴルフの明央中らしからぬ人物。「安全ゴルフ」に徹していたが、このままではタオに勝てないと悟り、予選終盤では攻めのゴルフに転ずる。実際は300Y越えを放つ飛ばし屋。予選スコアは+1。
石塚（いしづか）
明央中ゴルフ部員。かなりの体格の人物だが、明央らしい安全ゴルフでプレーする。関東予選では同じ組だった朱里や藤井からそのプレースタイルについて揺さぶりをかけられるが、最後まで安全ゴルフに徹した。予選スコアは+7。
細川（ほそかわ）
明央中ゴルフ部員。女性。関東予選では立花や青山と同じ組だった。予選スコアは+11。
江川（えがわ）
明央中学の女教師。酒井の右腕的存在。

### 堅志中学ゴルフ部
関東予選で登場。
袋井（ふくろい）
堅志中ゴルフ部員。女性。関東予選ではタオ、白井、戸田と同じ組だった。
天野（あまの）
堅志中ゴルフ部員。女性。関東予選ではタケシや野村と同じ組だった。予選スコアは+12。

### 前園中学ゴルフ部
関東予選で登場。部員が全員スキンヘッドなのが特徴。
稲垣（いながき）
前園中ゴルフ部員。関東予選では朱里、藤井、石塚と同じ組だった。予選スコアは+20。
三木（みき）
前園中ゴルフ部員。関東予選では立花や青山と同じ組だった。
刈谷（かりや）
前園中ゴルフ部員。関東予選ではタケシや野村と同じ組だった。予選スコアは+21。

### 良果田中学ゴルフ部
桃井新太（ももい あらた）
良果田中学ゴルフ部の主将。3年。九州のジュニアの頂点。中学生とは思えない体格の持ち主で、310Yを飛ばす「怪物」。白井をライバル視している。パターを苦手としていたが、長尺パターで克服している。

### その他
横地（よこち）
青山の個人コーチ。
前田（まえだ）
スポーツ新聞の女性記者。三咲中ゴルフ部を取材。